# Sphagnum viride
Sphagnum viride är en bladmossart som beskrevs av Kjeld Ivar Flatberg 1988. Enligt Catalogue of Life ingår Sphagnum viride i släktet vitmossor och familjen Sphagnaceae, men enligt Dyntaxa är tillhörigheten istället släktet vitmossor och familjen Sphagnaceae. Arten är reproducerande i Sverige. Inga underarter finns listade i Catalogue of Life.